# Tournoi de tennis d'Ostrava
Le tournoi d’Ostrava (ou IPB Czech Indoors) est un tournoi de tennis du circuit masculin professionnel ATP disputé de 1994 jusqu'en 1998 sur moquette à la ČEZ Arena. Il succède au tournoi de Bolzano du calendrier ATP 1993. Le tournoi disparaît en 1998 après cinq éditions. 
Le tournoi revient au calendrier du circuit Challenger en 2004 sous le nom de Prosperita Open et se joue désormais sur terre battue au SC Ostrava.
Une 1re édition féminine se tient en 2020 en catégorie Premier en compensation de l'annulation de la tournée asiatique, liée à la pandémie de Covid-19. Le tournoi est reconduit les années suivantes et se joue sur dur à la Ostravar Aréna.

## Palmarès dames

### Simple
| No | Date       | Nom et lieu du tournoi               | Catégorie | Dotation  | Surface    | Vainqueure         | Finaliste         | Score          |         |
| -- | ---------- | ------------------------------------ | --------- | --------- | ---------- | ------------------ | ----------------- | -------------- | ------- |
| 1  | 19-10-2020 | J&T Banka Ostrava Open, Ostrava      | Premier   | 528 500 $ | Dur (int.) | Aryna Sabalenka    | Victoria Azarenka | 6-2, 6-2       | Tableau |
| 2  | 20-09-2021 | J&T Banka Ostrava Open 2021, Ostrava | WTA 500   | 565 530 $ | Dur (int.) | Anett Kontaveit    | Maria Sakkari     | 6-2, 7-5       | Tableau |
| 3  | 03-10-2022 | Agel Open, Ostrava                   | WTA 500   | 757 900 $ | Dur (int.) | Barbora Krejčíková | Iga Świątek       | 5-7, 7-64, 6-3 | Tableau |

### Double
| No | Date       | Nom et lieu du tournoi              | Catégorie | Dotation  | Surface    | Vainqueures                   | Finalistes                       | Score    |         |
| -- | ---------- | ----------------------------------- | --------- | --------- | ---------- | ----------------------------- | -------------------------------- | -------- | ------- |
| 1  | 19-10-2020 | J&T Banka Ostrava Open Ostrava      | Premier   | 528 500 $ | Dur (int.) | Elise Mertens Aryna Sabalenka | Gabriela Dabrowski Luisa Stefani | 6-1, 6-3 | Tableau |
| 2  | 20-09-2021 | J&T Banka Ostrava Open 2021 Ostrava | WTA 500   | 565 530 $ | Dur (int.) | Sania Mirza Zhang Shuai       | Kaitlyn Christian Erin Routliffe | 6-2, 7-5 | Tableau |
| 3  | 03-10-2022 | Agel Open Ostrava                   | WTA 500   | 757 900 $ | Dur (int.) | Caty McNally Alycia Parks     | Alicja Rosolska Erin Routliffe   | 6-3, 6-2 | Tableau |

## Palmarès messieurs

### Simple
| No | Date       | Nom et lieu du tournoi             | Catégorie      | Dotation       | Surface         | Vainqueur             | Finaliste          | Score          |                |
| -- | ---------- | ---------------------------------- | -------------- | -------------- | --------------- | --------------------- | ------------------ | -------------- | -------------- |
| 1  | 10-10-1994 | IPB Czech Indoor, Ostrava          | World Series   | 290 000 $      | Moquette (int.) | MaliVai Washington    | Arnaud Boetsch     | 4-6, 6-3, 6-3  |                |
| 2  | 09-10-1995 | IPB Czech Indoor, Ostrava          | World Series   | 375 000 $      | Moquette (int.) | Wayne Ferreira        | MaliVai Washington | 3-6, 6-4, 6-3  |                |
| 3  | 14-10-1996 | IPB Czech Indoor, Ostrava          | World Series   | 450 000 $      | Moquette (int.) | David Prinosil        | Petr Korda         | 6-1, 6-2       |                |
| 4  | 13-10-1997 | IPB Czech Indoor, Ostrava          | World Series   | 975 000 $      | Moquette (int.) | Karol Kučera          | Magnus Norman      | 6-2, ab.       |                |
| 5  | 19-10-1998 | IPB Czech Indoor, Ostrava          | Int' Series    | 975 000 $      | Moquette (int.) | Andre Agassi          | Ján Krošlák        | 6-2, 3-6, 6-3  |                |
|    | 1999-2003  | Pas de tournoi                     | Pas de tournoi | Pas de tournoi | Pas de tournoi  | Pas de tournoi        | Pas de tournoi     | Pas de tournoi | Pas de tournoi |
| 6  | 03-05-2004 | Ispat Open, Ostrava                | Challenger     | 21 250 € +H    | Terre (int.)    | Janko Tipsarević      | Peter Luczak       | 6-3, 7-65      |                |
| 7  | 02-05-2005 | Prosperita Open, Ostrava           | Challenger     | 21 250 € +H    | Terre (ext.)    | Lukáš Dlouhý          | Nicolas Devilder   | 6-4, 7-64      |                |
| 8  | 01-05-2006 | Prosperita Open, Ostrava           | Challenger     | 21 250 € +H    | Terre (ext.)    | Ivo Minář             | Marcel Granollers  | 6-1, 6-0       |                |
| 9  | 30-04-2007 | Prosperita Open, Ostrava           | Challenger     | 42 500 €       | Terre (ext.)    | Bohdan Ulihrach       | Lukáš Dlouhý       | 6-4, 6-4       |                |
| 10 | 05-05-2008 | Prosperita Open, Ostrava           | Challenger     | 42 500 € +H    | Terre (ext.)    | Jiří Vaněk            | Jan Hernych        | 6-3, 4-6, 6-1  |                |
| 11 | 27-04-2009 | Prosperita Open, Ostrava           | Challenger     | 42 500 €       | Terre (ext.)    | Jan Hájek             | Ivan Dodig         | 7-5, 6-1       |                |
| 12 | 26-04-2010 | Prosperita Open, Ostrava           | Challenger     | 42 500 €       | Terre (ext.)    | Lukáš Rosol           | Ivan Dodig         | 7-5, 4-6, 7-64 |                |
| 13 | 25-04-2011 | Prosperita Open, Ostrava           | Challenger     | 42 500 €       | Terre (ext.)    | Stéphane Robert       | Ádám Kellner       | 6-1, 6-3       |                |
| 14 | 30-04-2012 | Prosperita Open, Ostrava           | Challenger     | 42 500 €       | Terre (ext.)    | J. Dasnières de Veigy | Jan Hájek          | 7-5, 6-2       |                |
| 15 | 29-04-2013 | Prosperita Open, Ostrava           | Challenger     | 85 000 € +H    | Terre (ext.)    | Jiří Veselý           | Steve Darcis       | 6-4, 6-4       |                |
| 16 | 28-04-2014 | Prosperita Open, Ostrava           | Challenger     | 85 000 € +H    | Terre (ext.)    | Andrey Kuznetsov      | Miloslav Mečíř Jr. | 2-6, 6-3, 6-0  |                |
| 17 | 27-04-2015 | Prosperita Open, Ostrava           | Challenger     | 42 500 €       | Terre (ext.)    | Íñigo Cervantes       | Adam Pavlásek      | 7-65, 6-4      |                |
| 18 | 25-04-2016 | Prosperita Open, Ostrava           | Challenger     | 42 500 €       | Terre (ext.)    | Constant Lestienne    | Zdeněk Kolář       | 65-7, 6-1, 6-2 |                |
| 19 | 01-05-2017 | Prosperita Open, Ostrava           | Challenger     | 64 000 € +H    | Terre (ext.)    | Stefano Travaglia     | Marco Cecchinato   | 6-2, 3-6, 6-4  |                |
| 20 | 30-04-2018 | Prosperita Open, Ostrava           | Challenger     | 64 000 € +H    | Terre (ext.)    | Arthur De Greef       | Nino Serdarušić    | 4-6, 6-4, 6-2  |                |
| 21 | 29-04-2019 | Prosperita Open by Moneta, Ostrava | Challenger     | 46 600 €       | Terre (ext.)    | Kamil Majchrzak       | Jannik Sinner      | 6-1, 6-0       |                |
| 22 | 31-08-2020 | Ostrava Open by Moneta, Ostrava    | Challenger     | 132 280 €      | Terre (ext.)    | Aslan Karatsev        | Oscar Otte         | 6-4, 6-2       |                |
| 23 | 26-04-2021 | Ostragroup Open by Moneta, Ostrava | Challenger     | 44 820 €       | Terre (ext.)    | Benjamin Bonzi        | Renzo Olivo        | 6-4, 6-4       |                |
| 24 | 25-04-2022 | Ostragroup Open by Moneta, Ostrava | Challenger     | 45 730 €       | Terre (ext.)    | Evan Furness          | Ryan Peniston      | 4-6, 7-66, 6-1 |                |

### Double
| No | Date       | Nom et lieu du tournoi             | Catégorie      | Dotation       | Surface         | Vainqueurs                                | Finalistes                                     | Score              |                |
| -- | ---------- | ---------------------------------- | -------------- | -------------- | --------------- | ----------------------------------------- | ---------------------------------------------- | ------------------ | -------------- |
| 1  | 10-10-1994 | IPB Czech Indoor, Ostrava          | World Series   | 290 000 $      | Moquette (int.) | Martin Damm Karel Nováček                 | Gary Muller Piet Norval                        | 6-4, 1-6, 6-3      |                |
| 2  | 09-10-1995 | IPB Czech Indoor, Ostrava          | World Series   | 375 000 $      | Moquette (int.) | Jonas Björkman Javier Frana               | Guy Forget Patrick Rafter                      | 6-7, 6-4, 7-6      |                |
| 3  | 14-10-1996 | IPB Czech Indoor, Ostrava          | World Series   | 450 000 $      | Moquette (int.) | Cyril Suk Sandon Stolle                   | Karol Kučera Ján Krošlák                       | 7-6, 6-3           |                |
| 4  | 13-10-1997 | IPB Czech Indoor, Ostrava          | World Series   | 975 000 $      | Moquette (int.) | Jiří Novák David Rikl                     | Donald Johnson Francisco Montana               | 6-2, 6-4           |                |
| 5  | 19-10-1998 | IPB Czech Indoor, Ostrava          | Int' Series    | 975 000 $      | Moquette (int.) | Nicolas Kiefer David Prinosil             | David Adams Pavel Vízner                       | 6-4, 6-3           |                |
|    | 1999-2003  | Pas de tournoi                     | Pas de tournoi | Pas de tournoi | Pas de tournoi  | Pas de tournoi                            | Pas de tournoi                                 | Pas de tournoi     | Pas de tournoi |
| 6  | 03-05-2004 | Ispat Open, Ostrava                | Challenger     | 21 250 € +H    | Terre (int.)    | Tuomas Ketola Petr Pála                   | Łukasz Kubot Tomáš Zíb                         | 6-4, 6-4           |                |
| 7  | 02-05-2005 | Prosperita Open, Ostrava           | Challenger     | 21 250 € +H    | Terre (ext.)    | Pavel Šnobel Martin Štěpánek              | Tomáš Cibulec Mariusz Fyrstenberg              | 7-61, 2-6, 7-64    |                |
| 8  | 01-05-2006 | Prosperita Open, Ostrava           | Challenger     | 21 250 € +H    | Terre (ext.)    | Jaroslav Pospíšil Pavel Šnobel            | Philipp Marx Torsten Popp                      | 6-4, 63-7, [10-6]  |                |
| 9  | 30-04-2007 | Prosperita Open, Ostrava           | Challenger     | 42 500 €       | Terre (ext.)    | Bastian Knittel Lukáš Rosol               | Alexandre Krasnoroutskiy Alexander Kudryavtsev | 2-6, 7-5, [11-9]   |                |
| 10 | 05-05-2008 | Prosperita Open, Ostrava           | Challenger     | 42 500 € +H    | Terre (ext.)    | Serhiy Stakhovsky Tomáš Zíb               | Jan Hernych Igor Zelenay                       | 7-66, 3-6, [14-12] |                |
| 11 | 27-04-2009 | Prosperita Open, Ostrava           | Challenger     | 42 500 €       | Terre (ext.)    | Jan Hájek Robin Vik                       | Matúš Horecný Tomáš Janci                      | 6-2, 6-4           |                |
| 12 | 26-04-2010 | Prosperita Open, Ostrava           | Challenger     | 42 500 €       | Terre (ext.)    | Martin Fischer Philipp Oswald             | Tomasz Bednarek Mateusz Kowalczyk              | 2-6, 7-66, [10-8]  |                |
| 13 | 25-04-2011 | Prosperita Open, Ostrava           | Challenger     | 42 500 €       | Terre (ext.)    | Olivier Charroin Stéphane Robert          | Andis Juška Alexander Kudryavtsev              | 6-4, 6-3           |                |
| 14 | 30-04-2012 | Prosperita Open, Ostrava           | Challenger     | 42 500 €       | Terre (ext.)    | Radu Albot Teymuraz Gabashvili            | Adam Pavlásek Jiří Veselý                      | 7-5, 5-7, [10-8]   |                |
| 15 | 29-04-2013 | Prosperita Open, Ostrava           | Challenger     | 85 000 € +H    | Terre (ext.)    | Steve Darcis Olivier Rochus               | Tomasz Bednarek Mateusz Kowalczyk              | 7-5, 7-5           |                |
| 16 | 28-04-2014 | Prosperita Open, Ostrava           | Challenger     | 85 000 € +H    | Terre (ext.)    | Andrey Kuznetsov Adrián Menéndez-Maceiras | Alessandro Motti Matteo Viola                  | 4-6, 6-3, [10-8]   |                |
| 17 | 27-04-2015 | Prosperita Open, Ostrava           | Challenger     | 42 500 €       | Terre (ext.)    | Andrej Martin Hans Podlipnik-Castillo     | Roman Jebavý Jan Šátral                        | 4-6, 7-5, [10-1]   |                |
| 18 | 25-04-2016 | Prosperita Open, Ostrava           | Challenger     | 42 500 €       | Terre (ext.)    | Sander Arends Tristan-Samuel Weissborn    | Lukáš Dlouhý Hans Podlipnik-Castillo           | 7-68, 64-7, [10-5] |                |
| 19 | 01-05-2017 | Prosperita Open, Ostrava           | Challenger     | 64 000 € +H    | Terre (ext.)    | Jeevan Nedunchezhiyan Franko Škugor       | Rameez Junaid Lukáš Rosol                      | 6-3, 6-2           |                |
| 20 | 30-04-2018 | Prosperita Open, Ostrava           | Challenger     | 64 000 € +H    | Terre (ext.)    | Attila Balázs Gonçalo Oliveira            | Lukáš Rosol Serhiy Stakhovsky                  | 6-0, 7-5           |                |
| 21 | 29-04-2019 | Prosperita Open, Ostrava           | Challenger     | 46 600 €       | Terre (ext.)    | Luca Margaroli Filip Polášek              | Thiemo de Bakker Tallon Griekspoor             | 6-4, 2-6, [10-8]   |                |
| 22 | 31-08-2020 | Ostrava Open by Moneta, Ostrava    | Challenger     | 132 280 €      | Terre (ext.)    | Artem Sitak Igor Zelenay                  | Karol Drzewiecki Szymon Walków                 | 7-5, 6-4           |                |
| 23 | 26-04-2021 | Ostragroup Open by Moneta, Ostrava | Challenger     | 44 820 €       | Terre (ext.)    | Marc Polmans Serhiy Stakhovsky            | Andrew Paulson Patrik Rikl                     | 7-64, 3-6, [10-7]  |                |
| 24 | 25-04-2022 | Ostragroup Open by Moneta, Ostrava | Challenger     | 45 730 €       | Terre (ext.)    | Alexander Erler Lucas Miedler             | Hunter Reese Sem Verbeek                       | 7-65, 7-5          |                |